# جون كولينز
جون كولينز (بالإنجليزية: John Collins) (13 سبتمبر 1936 بتشيسوك في المملكة المتحدة - ) هو لاعب كرة قدم بريطاني في مركز مهاجم داخلي. لعب مع أولدهام أثلتيك وكامبريدج يونايتد وكوينز بارك رينجرز ونادي ريدنغ ونادي لوتون تاون.